# スーダン共和国 (1956年-1969年)

スーダン共和国
جمهورية السودان (アラビア語)
Republic of Sudan (英語)

国歌: نحن جند الله جند الوطن（アラビア語）
我ら、神と祖国の兵士

スーダン共和国（スーダンきょうわこく、アラビア語: جمهورية السودان、英語: Republic of Sudan）は、イギリス・エジプト領スーダンの廃止後、1956年から1969年まで存在していた、現在のスーダンと南スーダンの前身にあたる国家である。

## 解説
1955年12月19日、イスマイール・アル＝アズハーリーの指導の下、スーダン議会は独立宣言を全会一致で採択し、1956年1月1日に発効された。アズハーリーは外国軍を国内から撤退させ、エジプトとイギリスに独立宣言を後援してもらうよう要請した。
1969年5月25日、陸軍による1969年スーダンクーデターでモハメド・アン＝ヌメイリを議長とする革命評議会が全権を掌握、国名をスーダン民主共和国へと変更したことで政権は終焉を迎えた。